# Buje, Istra
Buje (italijansko Buie d'Istria) so istrsko mesto ter sedež istoimenske mestne občine (hrv. Grad Buje), ki upravno spada v Istrsko županijo.

## Opis naselja
Buje so tudi prometno, upravno, oskrbno ter infrastrukturno središče širše pokrajinske entitete med rekama Dragonjo (oz. slovensko mejo) na severu in dolino reke Mirne, na jugu, z imenom Bujščina (hrv. Bujština). Ta je v zadnjem obdobju Jugoslavije predstavljala tudi uradno administrativno celoto, nekdanjo veliko občino Buje, ki je nastala po združitvi z občinama Umag in Novigrad, zdaj pa so na tem ozemlju poleg omenjenih dveh mestnih obmorskih občin še »navadne« občine Brtonigla, Grožnjan in Oprtalj. Današnje staro mestno jedro ima izjemno lego z ohranjeno srednjeveško urbano strukturo, z značilnim velikim osrednjim trgom in ozkimi ulicami. Buje so eden najznačilnejših in najlepših primerov akropolskega tipa mesta v Istri.

## Zgodovina
Stari del naselja stoji na mestu prazgodovinske naselbine, ki je bila poseljena vsaj v neolitiku, enoolitiku ter v bronasti dobi. V neposredni bližini, na lokaciji Sv. Margerita, so bili ohranjeni ostanki prazgodovinskega kaštelirja, vendar je to območje sedaj skoraj v celoti pozidano. V rimski dobi je izpričana naselbina z imenom Bullea. 
Buje so bile del Beneške republike od leta 1358 do 1797, ko so bile s pogodbo v Campo Formiu predane avstrijskemu cesarstvu. Po Schönbrunnski mirovni pogodbi leta 1809 je Buje priključila Francija, a ga je na Dunajskem kongresu leta 1815 vrnila Avstriji. Ob koncu prve svetovne vojne leta 1918 so Buje prešle pod Italijo, vse leta 1945.
Po drugi svetovni vojni so Buje leta 1947 postale središče Bujskega okraja, enega izmed dveh v Coni B Svobodnega tržaškega ozemlja, ki je bil po ukinitvi STO leta 1954 priključen Ljudski (od 1963 Socialistični) republiki Hrvaški.

## Geografija
Buje ležijo na vrhu in pod vrhom 222 m.n.m. visokega hriba v severozahodnem delu Istre, od Umaga oz. Jadranskega morja so oddaljene 13 km. Površina mesta je med 1 in 2 km2. Glavna ulica, Istarska ulica, je dolga 200 m. Predeli mesta so Stanica, kjer je nekoč potekala ozkotirna železnica Parenzana, Stari grad, Školski brijeg in Rudine.
Občina Buje (Grad Buje) obsega naslednja naselja:
| Naselja oz. zaselki |                       |
| ------------------- | --------------------- |
| Baredine            | Bibali                |
| Brdo                | Brič                  |
| Buje                | Buroli                |
| Gamboci             | Kaldanija             |
| Kanegra             | Kaštel                |
| Krasica             | Kršete                |
| Kućibreg            | Lozari                |
| Marušići            | Merišće               |
| Momjan              | Oskoruš               |
| Plovanija           | Sveta Marija na Krasu |
| Triban              |                       |

## Gospodarstvo
Po propadu in zaprtju tovarne Digitron, ki je proizvajala elektronsko opremo, lokalno industrijo predstavlja Bifix, tovarna zidnih barv in proizvodov za gradbeništvo, se je pa v zadnjem času dokaj okrepila vloga obrti in storitvenih dejavnosti. Tradicionalno se prebivalci ukvarjajo s poljedelstvom, oljkarstvom, vinogradništvom ter vinarstvom.

## Znamenitosti
Na glavnem trgu stoji župnijska cerkev sv. Servula z ločeno postavljenim zvonikom z vzidanimi grbi. Na trgu stoji kamniti stolp z dolžinskimi merami iz 15. stoletja. 
Cerkev je bila zgrajena v 16. stoletju na temeljih rimskega templja in je bila v 18. stoletju preurejena v baročnem slogu. V cerkvi in zakristiji je več gotskih skulptur iz 14. in 15. stoletja in baročna slika z veduto Buj. Na spodnjem trgu stoji cerkev sv. Marije, postavljena koncem 15. stoletja. Cerkev krasijo renesančna kovana in pozlačena vrata iz 16. stoletja. V njej hranijo osem slik z biblijskimi motivi iz 15. stoletja.

## Javne in upravne zgradbe
V mestu se poleg stavb upravnega značaja nahajata kinodvorana in mestna knjižnica, tu je tudi vicekonzulat Republike Italije.

## Demografija
| Pregled števila prebivalcev po letih | Pregled števila prebivalcev po letih | Pregled števila prebivalcev po letih | Pregled števila prebivalcev po letih | Pregled števila prebivalcev po letih | Pregled števila prebivalcev po letih | Pregled števila prebivalcev po letih | Pregled števila prebivalcev po letih | Pregled števila prebivalcev po letih | Pregled števila prebivalcev po letih | Pregled števila prebivalcev po letih | Pregled števila prebivalcev po letih | Pregled števila prebivalcev po letih | Pregled števila prebivalcev po letih | Pregled števila prebivalcev po letih |  |
| ------------------------------------ | ------------------------------------ | ------------------------------------ | ------------------------------------ | ------------------------------------ | ------------------------------------ | ------------------------------------ | ------------------------------------ | ------------------------------------ | ------------------------------------ | ------------------------------------ | ------------------------------------ | ------------------------------------ | ------------------------------------ | ------------------------------------ |  |
| 1857                                 | 1869                                 | 1880                                 | 1890                                 | 1900                                 | 1910                                 | 1921                                 | 1931                                 | 1948                                 | 1953                                 | 1961                                 | 1971                                 | 1981                                 | 1991                                 | 2001                                 |  |
| 2256                                 | 2389                                 | 2492                                 | 2765                                 | 2885                                 | 2933                                 | 3201                                 | 3054                                 | 2293                                 | 1951                                 | 1955                                 | 1967                                 | 2824                                 | 3200                                 | 3001                                 |  |

## Prometne povezave
Buje se nahajajo ob cesti, ki povezuje Slovensko Istro z osrednjim delom istrskega polotoka, proti Motovunu in Buzetu. Večina tranzitnega in turističnega prometa v Istri (v smeri sever-jug in obratno) sedaj poteka po štiripasovni avtocesti z imenom Istrski ipsilon, ki je speljana do Pulja.